# Drugi tempelj
Drugi tempelj (hebrejsko בֵּית־הַמִּקְדָּשׁ‎ הַשֵּׁנִי Bēṯ hamMīqdāš hašŠēnī, prev. 'Druga hiša svetišča') je bil Jeruzalemski tempelj zgrajen na Tempeljskem griču, ki je nadomestil Salomonov tempelj, ki je bil uničen med babilonskim obleganjem Jeruzalema leta 587 pr. n. št. 
Zgrajen je bil okoli leta 516 pr. n. št. in nadgrajen okrog leta 19 pr. n. št. s strani Heroda Velikega, zato je bil pozneje znan tudi kot Herodov tempelj. Drugi tempelj  je definiral "obdobje drugega templja" in veljal za ključni simbol judovske identitete. Drugi tempelj je služil kot glavno mesto čaščenja, obrednih žrtvovanj (korban) in skupnega zbiranja za judovsko ljudstvo, med katerimi je redno privabljal romarje za tri romarske praznike: pasha, šavuot in sukot.
Leta 70 našega štetja v času prve Rimsko-judovske, je bil drugi tempelj prav tako kot prvi popolnoma zrušen, tokrat s strani rimske vojske in bodočega cesarja Tita, vendar pa je Zahodni zid templja oz., kot se danes imenuje Zid žalovanja ostal. 